# Moctezuma (Adelsgeschlecht)

Wappen der Duques de Moctezuma de Tultengo

Moctezuma (verballhornt auch Montezuma) ist der Name eines spanischen Adelsgeschlechts aztekischer Herkunft. Das zum Hochadel gezählte Geschlecht besteht bis heute fort.

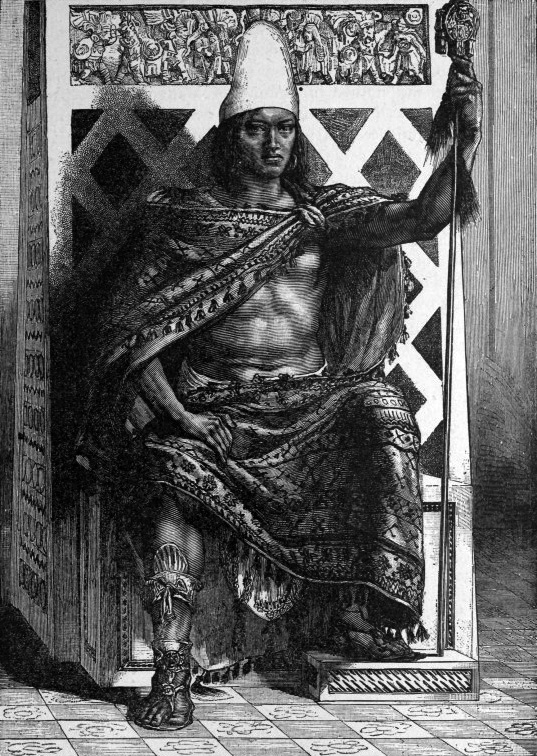
Moctezuma II., der Stammvater des Geschlechts

## Geschichte
Die Stammreihe des aztekischen Herrschergeschlechts beginnt mit Opocxtli Ixtachuatzin, dessen Sohn Acamapichtli 1376 zum Tlatoani gewählt wurde. Sein Nachkomme war Moctezuma Xocoyotzin († 1520), der 9. Tlatoani der Azteken, drittletzter unabhängiger Herrscher des alten Mexiko. Der vom spanischen Eroberer Hernán Cortés gefangengenommene und bei einem Aufstand seiner Untertanen getötete aztekische Monarch hatte mit der Prinzessin Miahuaxochitl einen Sohn Yahualicahuatzin hinterlassen, der auf den Namen Pedro getauft und nach Spanien gebracht wurde. Dessen Enkel Pedro Moctezuma Thesifon de la Cueva wurde 1627 vom spanischen König Philipp IV. zum spanischen Conde de Motēuczūma ernannt, in Primogenitur vererblich. Die Namensschreibung wurde schon bald vereinfacht zu Moctezuma.
1766 bekam das Geschlecht von Karl III. die spanische Grandenwürde 1. Klasse zuerkannt.
In den 1820er Jahren hatte man Sorge, dass die Familie sich noch immer als Prätendenten auf den mexikanischen Kaiserthron fühle (das erst 1821 neugeschaffene Kaiserreich Mexiko unter dem spanischstämmigen Agustín de Iturbide hatte nur bis 1823 bestanden): der damalige Träger des Titels Graf von Moctezuma hatte seit 1821 im Paris der Bourbonenkönige Ludwig XVIII. und Karl X. gelebt. Er war, unterstützt von der französischen ultraroyalistischen Bewegung, im Oktober 1826 nach Le Havre gekommen, um sich auf der französischen Fregatte Pallas zum mexikanischen Hafen Veracruz einschiffen zu lassen. Ein Kongressdekret hatte übrigens bereits am 11. August 1826, unter Ferdinand VII., seinen spanischen Grafentitel kassiert.
Don Antonio Moctezuma y Marcilla de Teruel, Marqués de Tenebrón, 23. Conde de Moctezuma († 1890), erhielt 1865 von der spanischen Königin Isabella II. den Herzogstitel Duque de Moctezuma de Tultengo verliehen, primogenitur vererblich. Mit der Aufwertung des aristokratischen Titels sollte dem Haus Moctezuma eine Art Kompensation dafür geboten werden, dass im Jahr zuvor kein Nachkomme Moctezumas II., also der alten Herrscherdynastie, den Thron des Kaiserreichs Mexiko bestiegen hatte. Vielmehr war Maximilian I. aus dem Haus Habsburg zum Zuge gekommen, das zur Zeit der Eroberung des Aztekenreichs mit Karl V./I. den König von Spanien gestellt hatte. Maximilian wurde drei Jahre nach seiner Thronbesteigung gestürzt und hingerichtet, nachdem er im vorausgegangenen Machtkampf etwa 9000 politische Gegner hatte ermorden lassen.
Don Juan José Marcilla de Teruel-Moctezuma y Valcárcel (* 1958) ist seit 2014 der 6. Herzog von Moctezuma und damit der Chef des Hauses.